# Aleksandr Budiłowicz
Aleksandr Budiłowicz, właśc. Budziłowicz (ur. 1845, zm. po 1917) – rosyjski duchowny prawosławny, poseł do Dumy IV kadencji.

## Życiorys
Był synem duchownego. Rodzinne nazwisko Budziłowicz zmienił na brzmiące bardziej rosyjsko. Absolwent prawosławnego seminarium duchownego w Wilnie (1865), a następnie Petersburskiej Akademii Duchownej, gdzie uzyskał stopień magistra nauk teologicznych. Duchowny prawosławny, protojerej. Był duchownym żonatym, miał sześcioro dzieci.
Po ukończeniu Akademii Duchownej został zatrudniony w seminarium duchownym, którego był absolwentem, był równocześnie katechetą w szkole junkierskiej. Od 1870 do 1881 służył w Warszawie, następnie zaś przeprowadził się do Chełmu, gdzie był wykładowcą, a następnie inspektorem w klasycznym gimnazjum męskim, jak również służył w soborze katedralnym. W 1892 otrzymał godność protojereja.
W 1895 był nadzorcą szkół cerkiewnych w wikariacie chełmskim eparchii chełmsko-warszawskiej. Działał w Chełmskim Bractwie Bogurodzicy.
Blisko współpracował z biskupem chełmskim Eulogiuszem. Dzięki jego rekomendacji uzyskał mandat deputowanego do IV Dumy Państwowej, przedstawiciela prawosławnych mieszkańców guberni lubelskiej oraz siedleckiej (następnie także chełmskiej).
W Dumie związał się początkowo z frakcją nacjonalistów i umiarkowanej prawicy, następnie przystąpił do oktiabrystów. Po rozłamie w tym ugrupowaniu należał do frakcji ziemców-oktiabrystów i do Bloku Postępowego.
W momencie wybuchu rewolucji lutowej przebywał w Piotrogrodzie. We wrześniu 1917 wyjechał do Romanowa-Borisoglebska. Jego dalsze losy są nieznane.
Autor publikacji związanych z prawosławiem na terenie Chełmszczyzny:
- О времени и способах образования недвижимой собственности церковной в Западной России
- Русская православная старина в Замостье, 1885 (za pracę tę otrzymał małą Nagrodę Uwarowowską[1])
- Исторический очерк Милеевской святой Параскевиевской церкви в связи с обзором окатоличения и ополячения Завепрянской Руси, 1890
- Холмская чудотворная икона Божией Матери
- artykuły o tematyce chełmskiej w prasie rosyjskiej[3].